# Panicum incisum
Panicum incisum là một loài thực vật có hoa trong họ Hòa thảo. Loài này được Munro ex C.B.Clarke mô tả khoa học đầu tiên năm 1889.